# Lektüre (Tschechow)

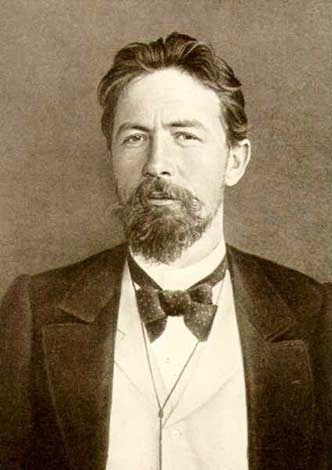
Anton Tschechow

Lektüre (russisch Чтение, Tschtenije) ist eine Kurzgeschichte des russischen Schriftstellers Anton Tschechow, die am 24. März 1884 in der Nr. 12 des Petersburger humoristischen Wochenblattes Oskolki erschien. Zu Lebzeiten des Autors wurde der Text ins Bulgarische, Serbokroatische und Tschechische übersetzt.

## Inhalt
Der Bürochef – Seine Exzellenz Iwan Petrowitsch Semipalatow – hat Besuch; plaudert gerade in seinem Dienstzimmer mit dem Theaterdirektor Galamidow lebhaft über „die Erregung und das Beben der jungen Brust“ einer graziösen Schauspielerin während ihres letzten Auftritts. Da platzt der Beamte Merdjajew mit einer dringlichen dienstlichen Angelegenheit herein. Semipalatow kann den Ärger über seinen ungehobelten Untergebenen nicht unterdrücken. Der Theaterdirektor Galamidow weiß Abhilfe. Die Unbildung kann durch Pflichtlektüre sukzessive gemindert werden.
Tags darauf wird Merdjajew zum Chef hereingerufen und bekommt den Grafen von Monte Christo verordnet. Als der Chef seinen Beamten ein paar Tage später vor allen Mitarbeitern abfragt, ergibt sich: trotz mehrfacher Leseansätze hat Merdjajew nicht verstanden, was Alexandre Dumas sagen wollte. Der Chef kann das nicht glauben. Alle Herren müssen nun je ein Werk aus dem belletristischen Buchbestand des Chefs wählen und durchackern. Die Beamten gehorchen, nur der alte Querkopf Budylda widerspricht Seiner Exzellenz. Budyldas Einspruch ist nicht von der Hand zu weisen: Nach einer Woche beschimpft auf einmal ein Beamter, der den Ewigen Juden lesen musste, seinen Kollegen Budylda. Und ein bisher stets nüchterner Beamter tritt den Dienst betrunken an. Am schlimmsten aber trifft es Merdjajew. Der magert ab und ergibt sich ebenfalls dem Trunke. Als es immer schlimmer wird, muss der Chef einlenken: Er bedankt sich bei Budylda für die gezeigte Zivilcourage und verspricht, der Theaterdirektor Galamidow werde im Büro nicht mehr empfangen.
Ruhe wie in alten Zeiten kehrt unter die Beamtenschar ein. Nur Merdjajew hat einen bleibenden Schaden abbekommen. Der Beamte wendet sich zitternd ab, sobald er eines belletristischen Bandes ansichtig wird.

## Deutschsprachige Ausgaben
Verwendete Ausgabe:
- Gerhard Dick (Hrsg.), Wolf Düwel (Hrsg.): Anton Tschechow: Gesammelte Werke in Einzelbänden: Lektüre. Erzählung eines alten Fuchses. S. 187–192 in: Gerhard Dick (Hrsg.): Anton Tschechow: Vom Regen in die Traufe. Kurzgeschichten. Aus dem Russischen übersetzt von Ada Knipper und Gerhard Dick. Mit einem Vorwort von Wolf Düwel. 630 Seiten. Rütten & Loening, Berlin 1964 (1. Aufl.)[3]